# 怡园街道 (大庆市)
怡园街道是中华人民共和国黑龙江省大庆市让胡路区下辖的一个街道办事处。

## 行政区划
怡园街道下辖以下村级行政区划单位：
憩园社区、悦园社区、乐园社区、龙庆社区、怡园社区。